# 伊豆山神社

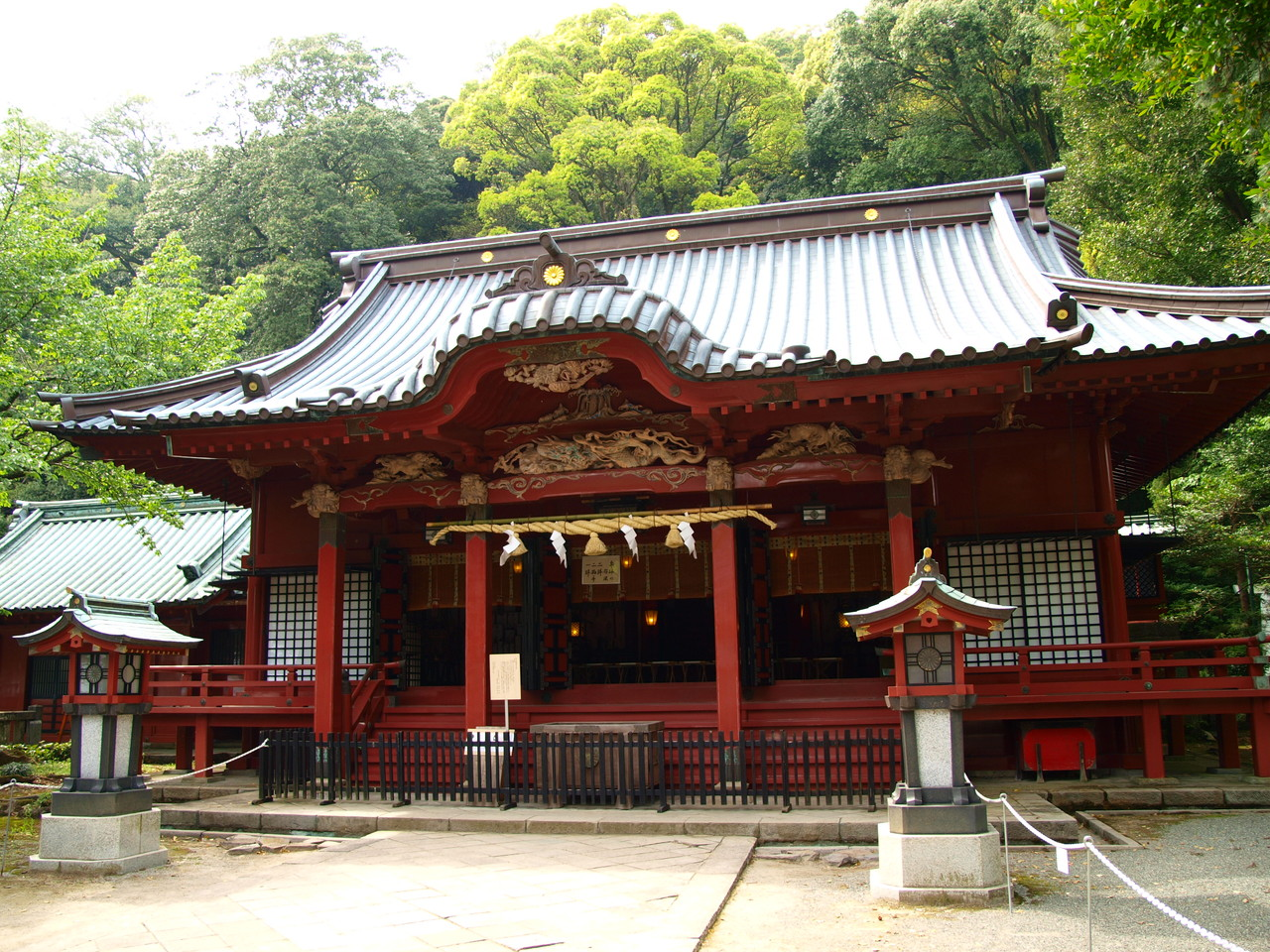
拝殿（近接）

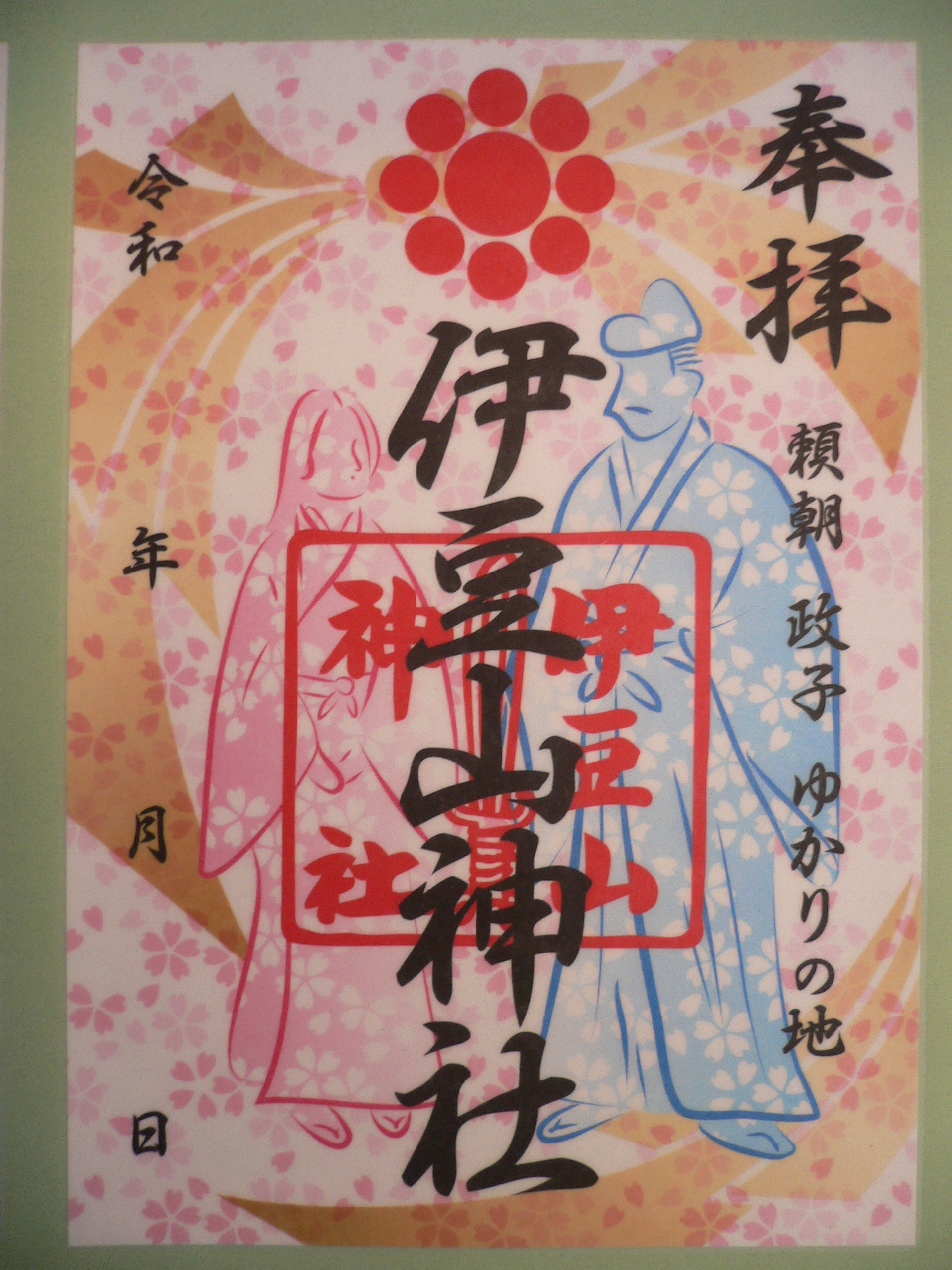
頼朝・政子図柄の御朱印

伊豆山神社（いずさんじんじゃ又はいずやまじんじゃ）は、静岡県熱海市伊豆山にある神社。全国各地に点在する伊豆山神社や伊豆神社、走湯神社（そうとうじんじゃ、はしりゆじんじゃ）などの起源となった事実上の総本社格である。伊豆国に配流の身となっていた源頼朝が、源氏の再興を祈願したと伝わり、頼朝からの崇敬が厚く、また頼朝と妻・北条政子の逢瀬の場であったとも伝わる。

## 祭神
伊豆山神として以下の4柱を祀る
- 火牟須比命（ほむすびのみこと）
- 天之忍穂耳命（あめのおしほみみのみこと）
- 拷幡千千姫尊（たくはたちぢひめのみこと）
- 瓊瓊杵尊（ににぎのみこと）

## 呼称
古くは以下の名で呼ばれた。
- 伊豆山権現（いずさんごんげん）
- 伊豆大権現（いずだいごんげん）
- 伊豆御宮（いずおんみや）
- 伊豆山（いずさん） - 略称。
- 走湯権現（そうとうごんげん、はしりゆごんげん）
- 走湯大権現（そうとうだいごんげん） - 麓の海岸に点在した温泉・間歇泉に由来し、推古天皇3年（594年）に朝廷から贈られた名とされる。
- 走湯山（そうとうざん）[2] - 伊豆山の別称。

## 歴史

### 古代
創建の年代は不詳だが、社伝によれば孝昭天皇の時代（紀元前5世紀～紀元前4世紀）とされ、当初は、日金山山頂にあったと伝わる。日金山は十国峠とも呼ばれ、箱根外輪山から南に続く尾根（標高765ｍ）で古くからの信仰の地で、日金山の東光寺で祭祀がおこなわれていたとされ、東光寺の寺伝では、推古天皇の頃、走湯権現の神号を賜ったとある。その後、本宮山（現在地より後方の山）に移り、承和3年（836年）に賢安と称する僧により現在地へ遷座されたと伝わる。日金山は、中世以降、伊豆山権現（現・伊豆山神社）と箱根権現（現・箱根神社）を結ぶ信仰の道の要所として知られる。
仁徳天皇が勅願所とし、以後、清寧天皇、敏達天皇、推古天皇、孝徳天皇、後奈良天皇の勅願所となったと伝わり、後奈良天皇は自筆の紺紙金泥般若心経 一巻（国の重要文化財）を当社に奉納している。
修験道の始祖とされる役行者・役小角が文武天皇3年（699年）に伊豆大島へ配流されたおりに、島を抜け出し伊豆山などで修行していたが、そのさいに伊豆山海岸に湯煙りが上がるのを目にし、走り湯を発見したとされる。役行者は、その湯に千手観音菩薩を感得し、「無垢霊湯、大悲心水、沐浴罪滅、六根清浄」という功徳を授かったという伝説があり、その湧き出る霊湯「走り湯」を神格化したのが走湯権現とされる。また、空海が修行した伝承もあり、多くの仏教者や修験者が修行を積んだ霊場であった。現・社殿から本宮への山道は、かつての修験道の行場であったと伝わる。後白河法皇勅撰の「梁塵秘抄」には「四方の霊験者は伊豆の走湯、信濃の戸穏、駿河の富士山、伯耆の大山」と記されている。

### 中世・近世

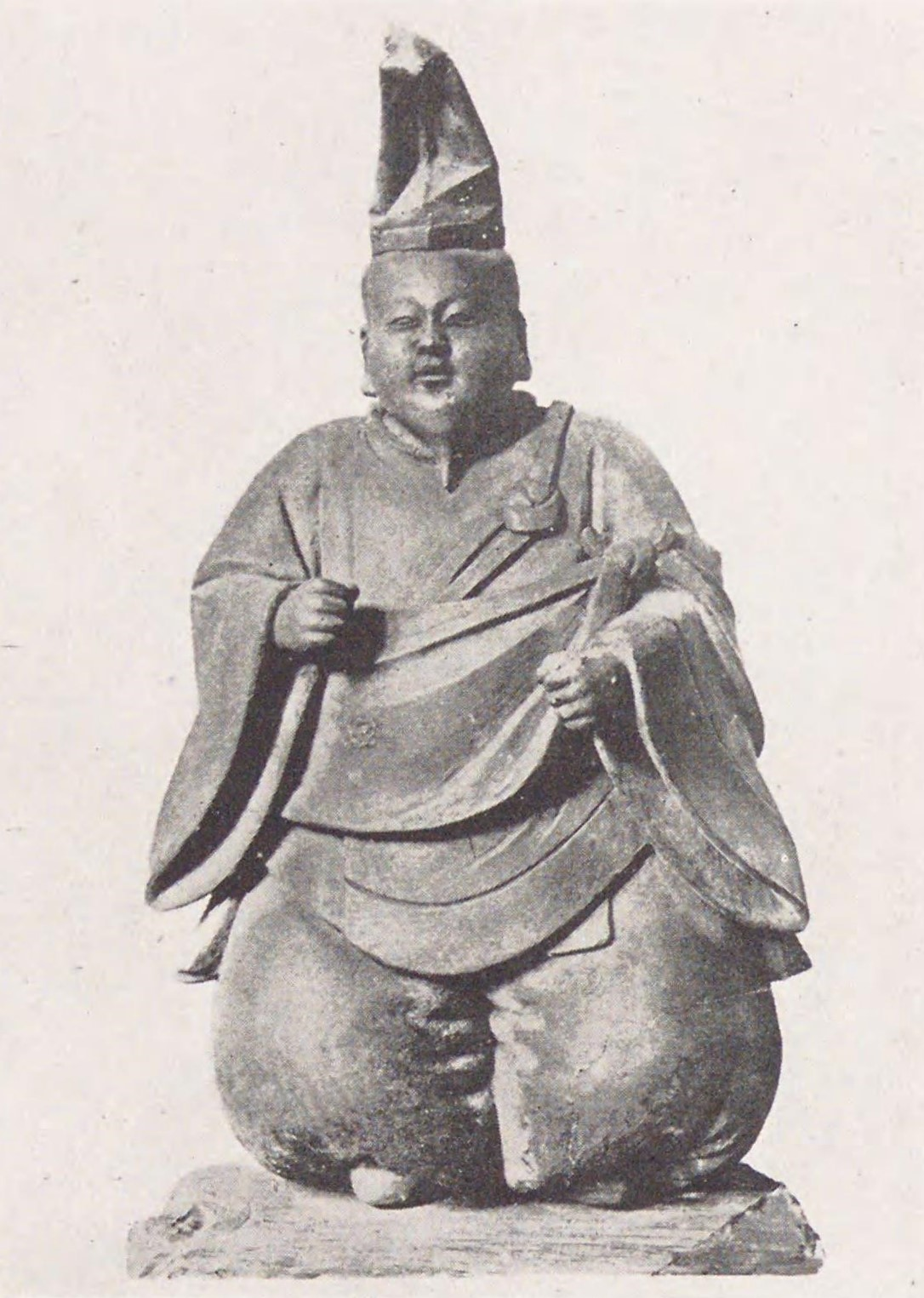
木造伊豆山権現立像（静岡県熱海市・走湯山般若院所蔵、重要文化財）。この像は近世まで伊豆山神社に祀られていたが、神仏分離後に般若院へ移された。

源頼朝は平治の乱の後、伊豆国に配流されたが、当社で源氏再興を祈願したとされ、頼朝からの崇敬が厚く鎌倉幕府を開くと、関八州鎮護と称え多くの社領を寄進したとされ、以降、東国の守護神として絶大な信仰を集め、歴代将軍や幕府要人が伊豆山神社（伊豆山権現）と箱根神社（箱根権現）を「二所権現」とし「二所詣」が行われた。また源頼朝と妻・北条政子の逢瀬の場であったとされ、境内に頼朝・政子腰掛石が残る。
南北朝時代の「寺領知行地注文」によれば、遠くは越州に至るまで数多くの知行地を所有したとされるなど、この時期、当社が最盛期を迎えていたことがうかがわれる。戦国時代、小田原の北条氏の篤い崇敬を受けたが、豊臣秀吉の小田原征伐で焼失した。江戸時代に入ると山麓の阿多湊（または阿多美の郷）が湯治場として名高くなり、徳川家康はじめ多くの大名や文化人たちが訪れた。焼失していた当社は再建され、江戸幕府からは文禄3年伊豆国加増も葛見郡のうち二百石を、慶長14年には関ヶ原の戦いでの勝利の礼として百石を、それぞれ朱印領として寄進され、以後、代々の将軍からも同様に寄進を受けた。
高野山真言宗の古刹の般若院が別当寺だったが、明治維新での神仏分離令により寺が分離され、伊豆山神社と称されるようになった。

### 近代

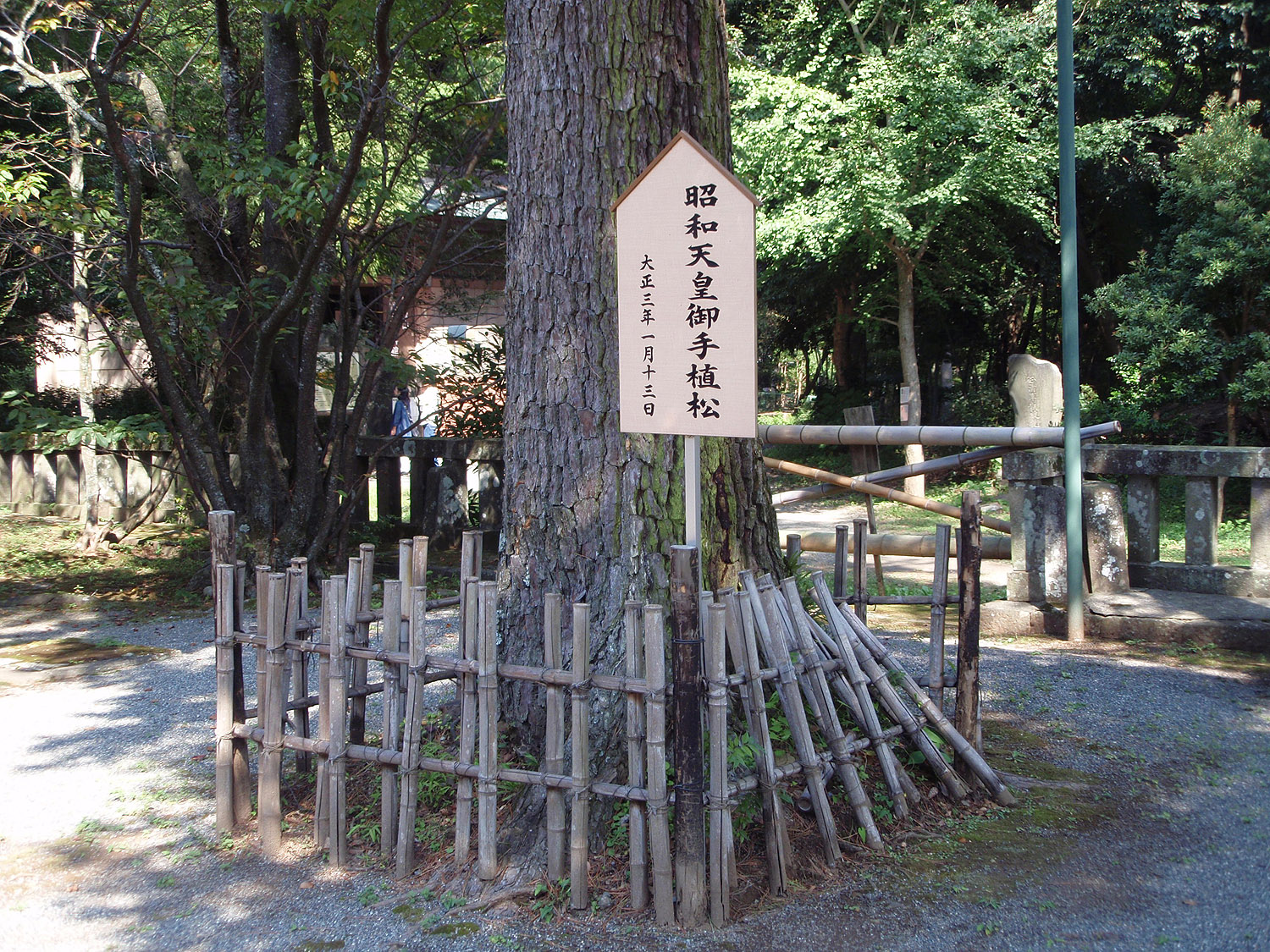
昭和天皇御手植の黒松

大正3年（1914年）1月13日、皇太子であった昭和天皇が当社に参拝、本殿脇に黒松一株を手植した。大正7年（1918年）、宮内省から金参万円を支給される。
昭和3年（1928年）の昭和天皇御大典の際に国幣小社に列し、秩父、高松、久邇、伏見、山階、賀陽、東伏見の各宮家から金壱封を、梨本宮家からは日本刀一口及び槍一筋、祭祀料の寄進を受けた。
第二次世界大戦後に社格制度が廃止されて以降は別表神社とされ、宗教法人化された。
1980年（昭和55年）9月12日、浩宮徳仁親王が参拝する。また、同年、童画家黒崎義介が拝殿の天井画390枚を奉納した。

## 境内

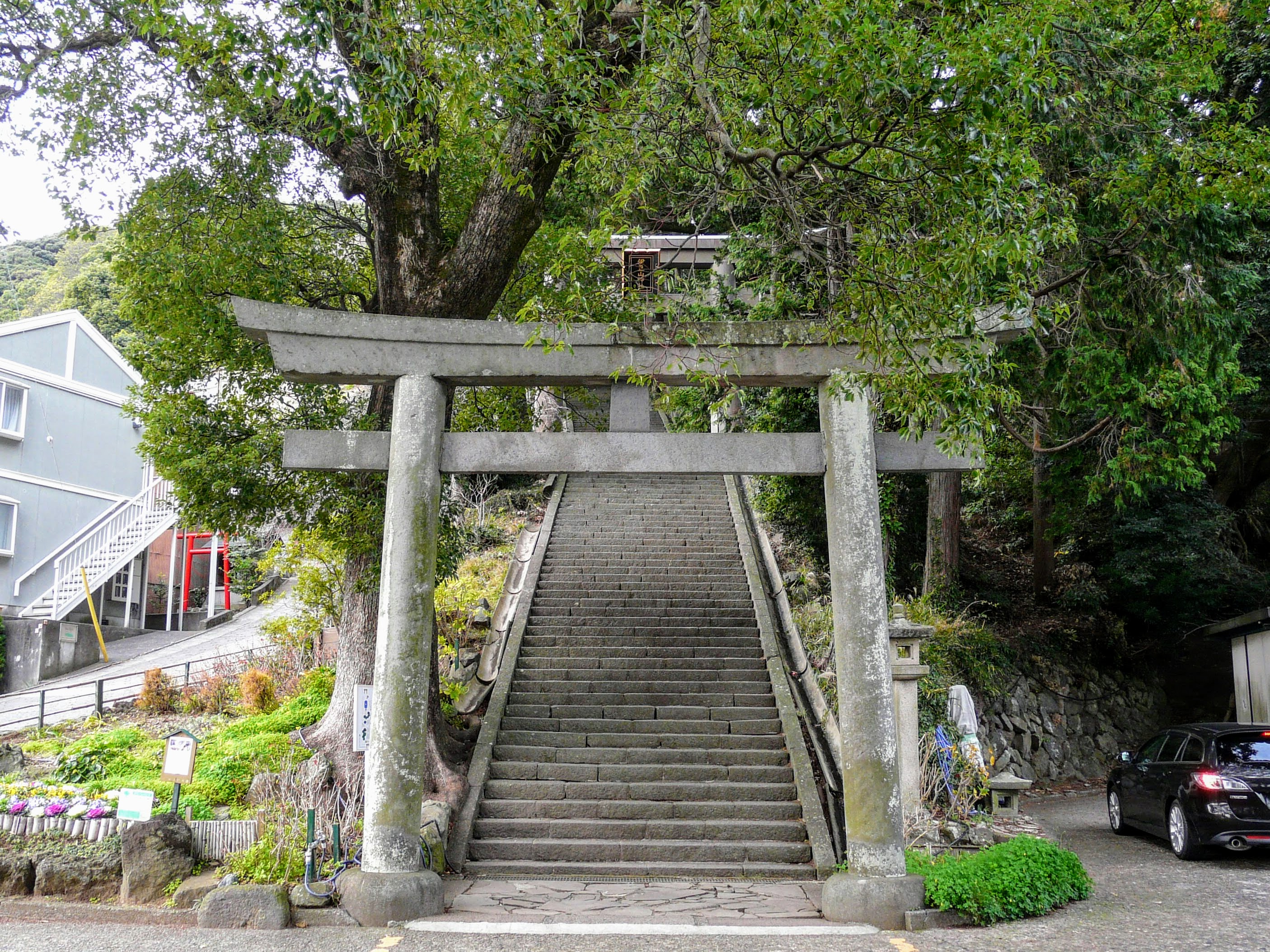
伊豆山神社
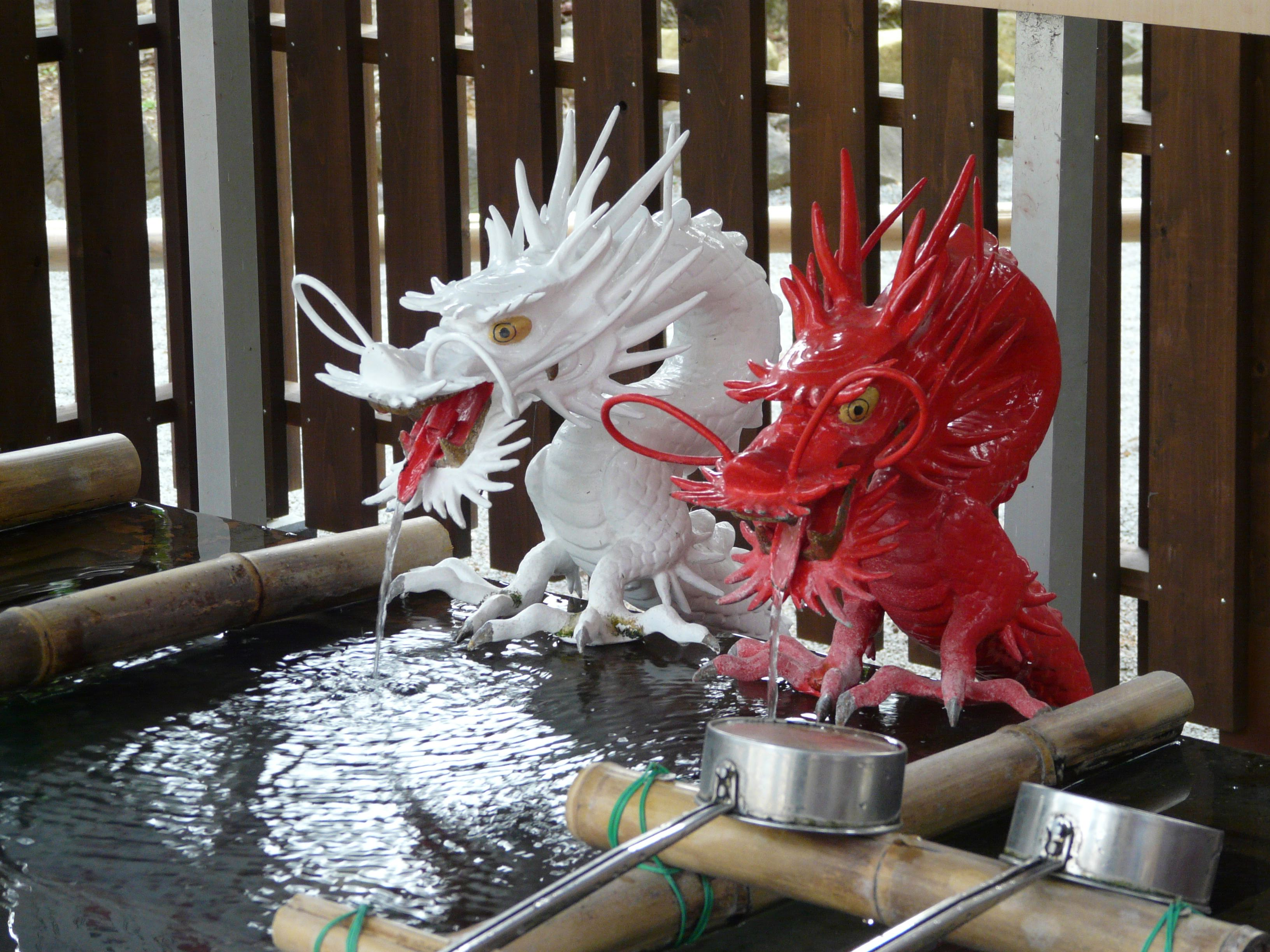
手水舎の赤白二龍
  - 本宮 - 836年（承和3年）以前の元宮。本殿から山道を登った先にある。江戸後期の焼失により現在は拝殿のみ。例祭日8月23日[9]。
  - 本殿 - 1980年（昭和55年）童画家黒崎義介が拝殿の天井画390枚を奉納した。
  - 下宮 - 参道の石段を下りた先にあった。現在の「伊豆山浜公園」の辺り。現在でも例大祭などで当地を使用。
- 社務所
- 伊豆山郷土資料館
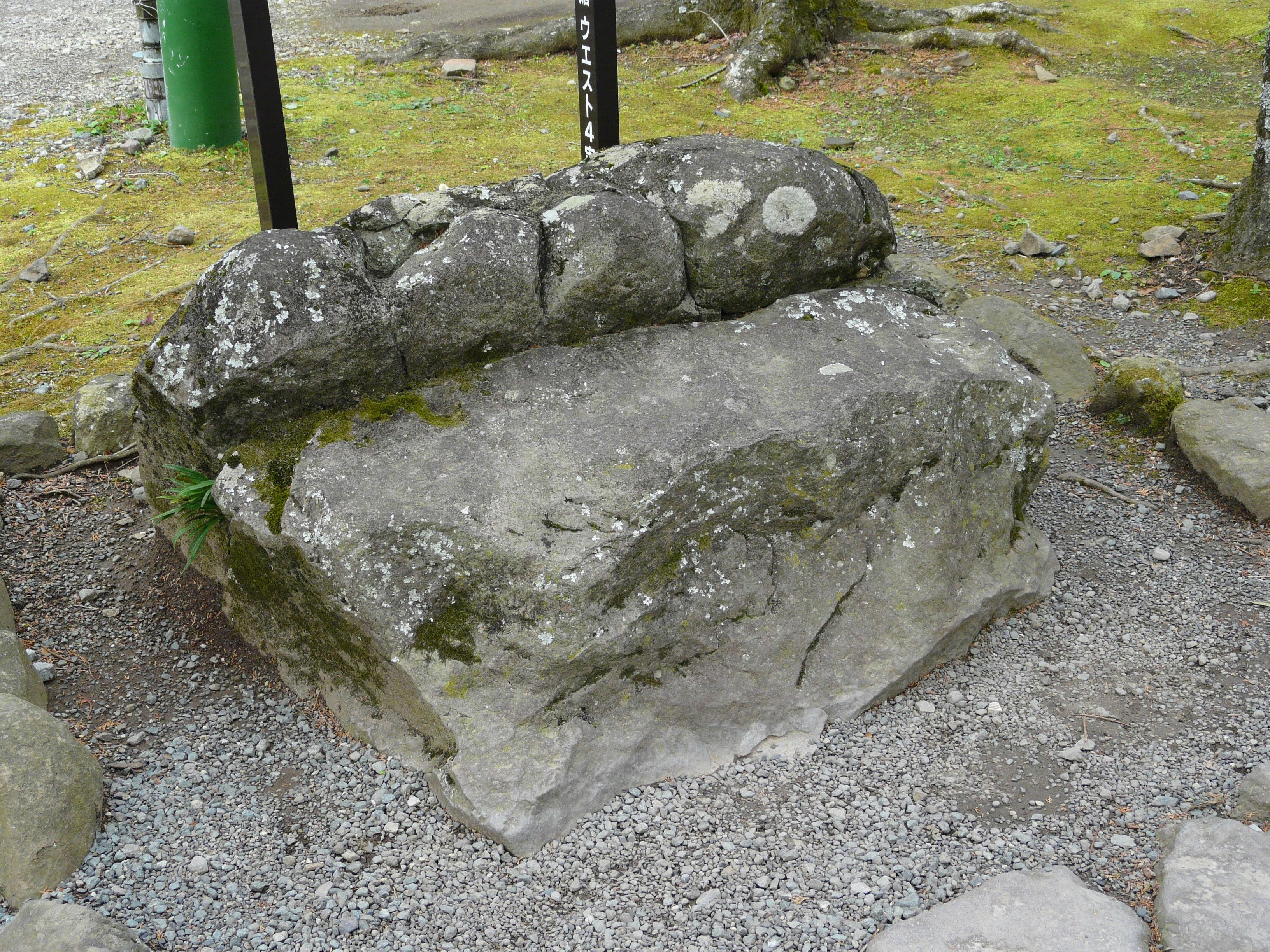
腰掛石 - 源頼朝と妻・北条政子が腰をかけ逢瀬を重ねたと伝わる石。
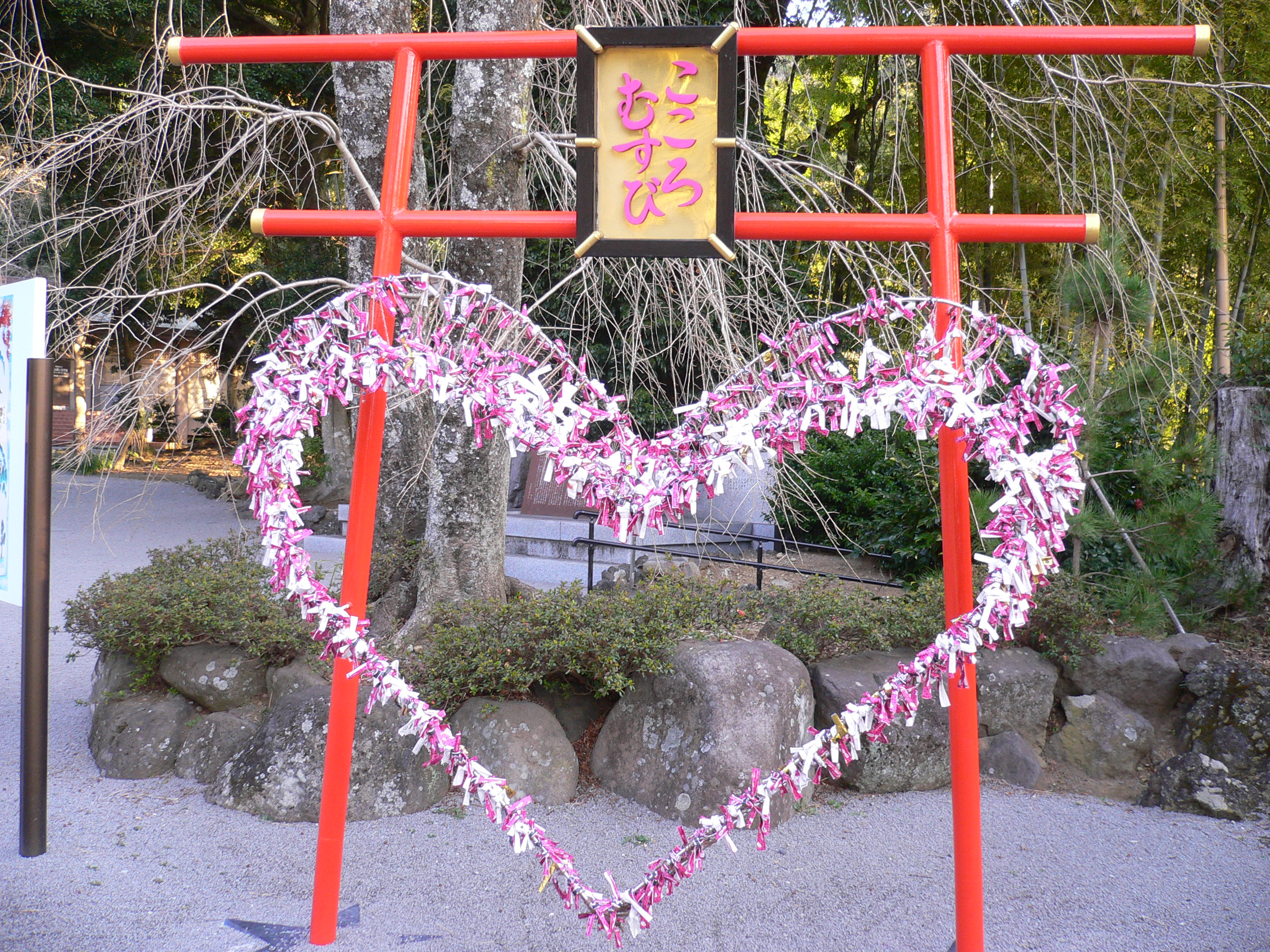
縁結び祈願用の♡鳥居
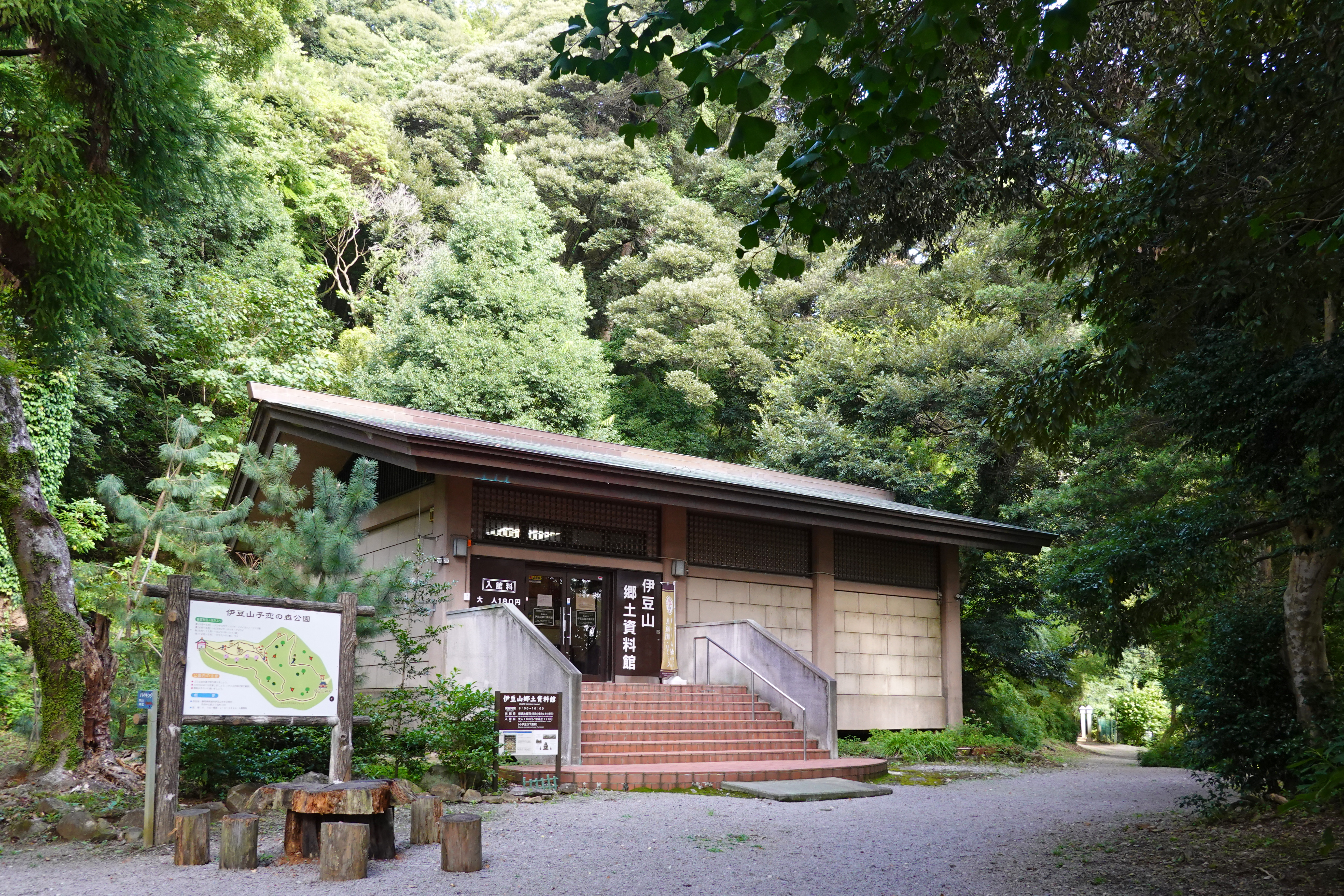
伊豆山郷土資料館

- 参道石段 - 走湯湯のある伊豆山浜から伊豆山神社本殿までの参道石段が837段[10]。
- 手水舎

手水の吐出口が赤白二龍で装飾されている。
「赤白二龍」（せきびゃくにりゅう）は、『走湯山縁起』に、「伊豆山の地下に赤白二龍交和して臥す。その尾を箱根の芦ノ湖に付け、その頭は伊豆山の地底にあり、温泉の湧く所はこの龍の両眼二耳鼻穴口中なり」と記され、伊豆山神社の「伊豆山大神」が、赤龍と白龍の二龍の姿となって、温泉を生み出す様が描かれているとされる。赤龍は火の力、白龍は水の力を操るとされ、二龍は温泉の守護神とされる。 この「赤白二龍」（せきびゃくにりゅう）伊豆山神社が縁結びの神社ともされることから、赤龍を母親、白龍を父親とみなし、あわせて夫婦和合や縁結びの象徴ともしている。
- 参道石段
- 手水舎の赤白二龍
- 頼朝・政子腰掛石
- 縁結び祈願用の♡鳥居
- 伊豆山郷土資料館

### 境内社
- 結明神(むすぶみょうじん)社 - 祭神は結明神（日精・月精）[13]。
  - 本社 - 本宮社へと至る山道の途中にある。
  - 里宮 - 本殿へと至る参道石段の途中の南脇にある。
- 白山社 - 本宮社へと至る山道の途中、結明神本社より手前の脇道を北方へと進んだ先にある。祭神は菊理媛命、例祭日8月7日[14]。
  - 白山社遙拝所
- 雷電社 - 本殿手前の南脇にある。祭神は伊豆大神荒魂・雷電童子（瓊瓊杵尊）、例祭は3月15日[15]。
- 足立権現(あしだてごんげん)社 - 本殿へと至る参道石段の途中の北脇にある。祭神は役小角、例祭は7月1日[16]。
- 祖霊社
- 光石

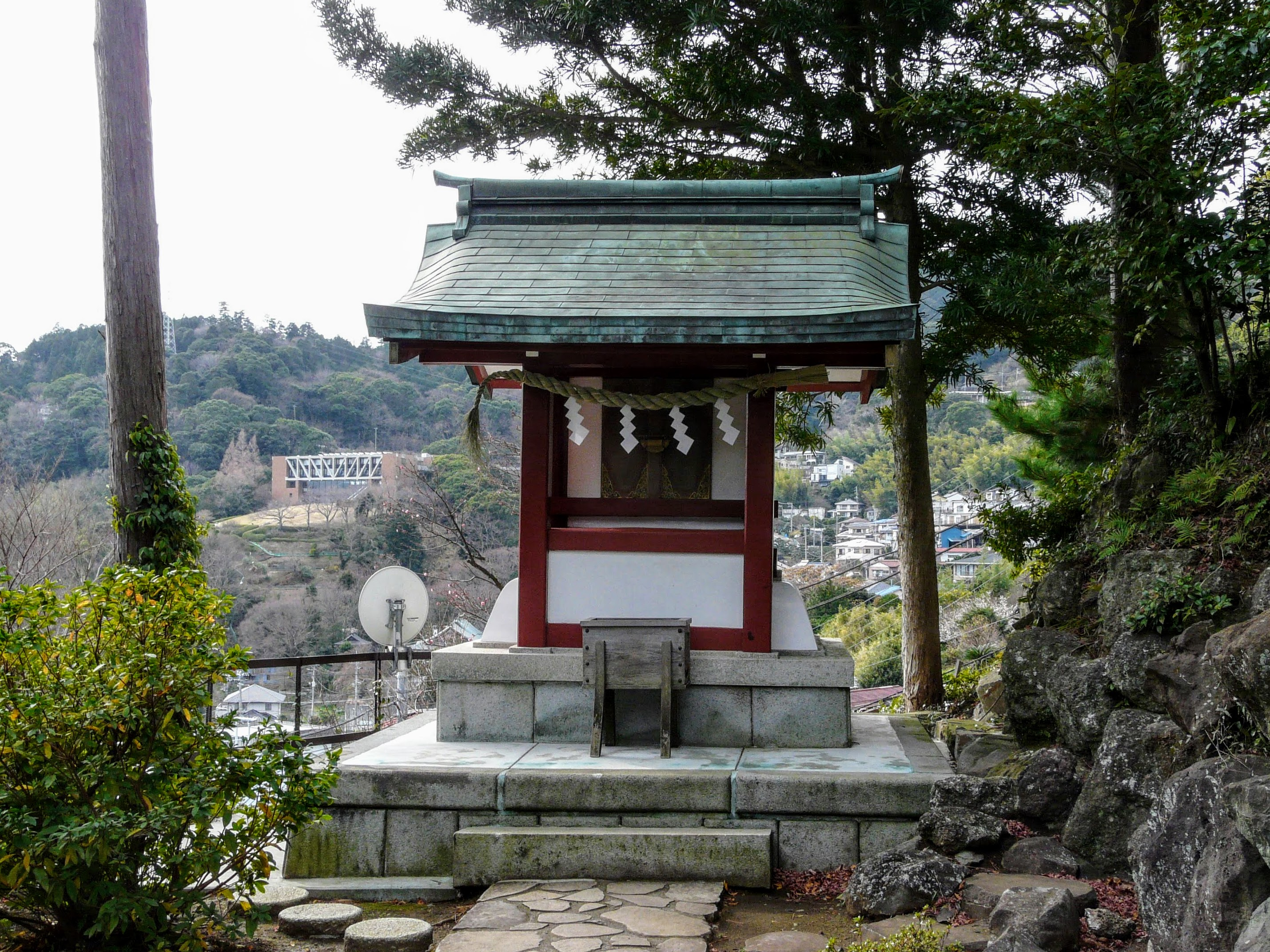
結明神社（里宮）
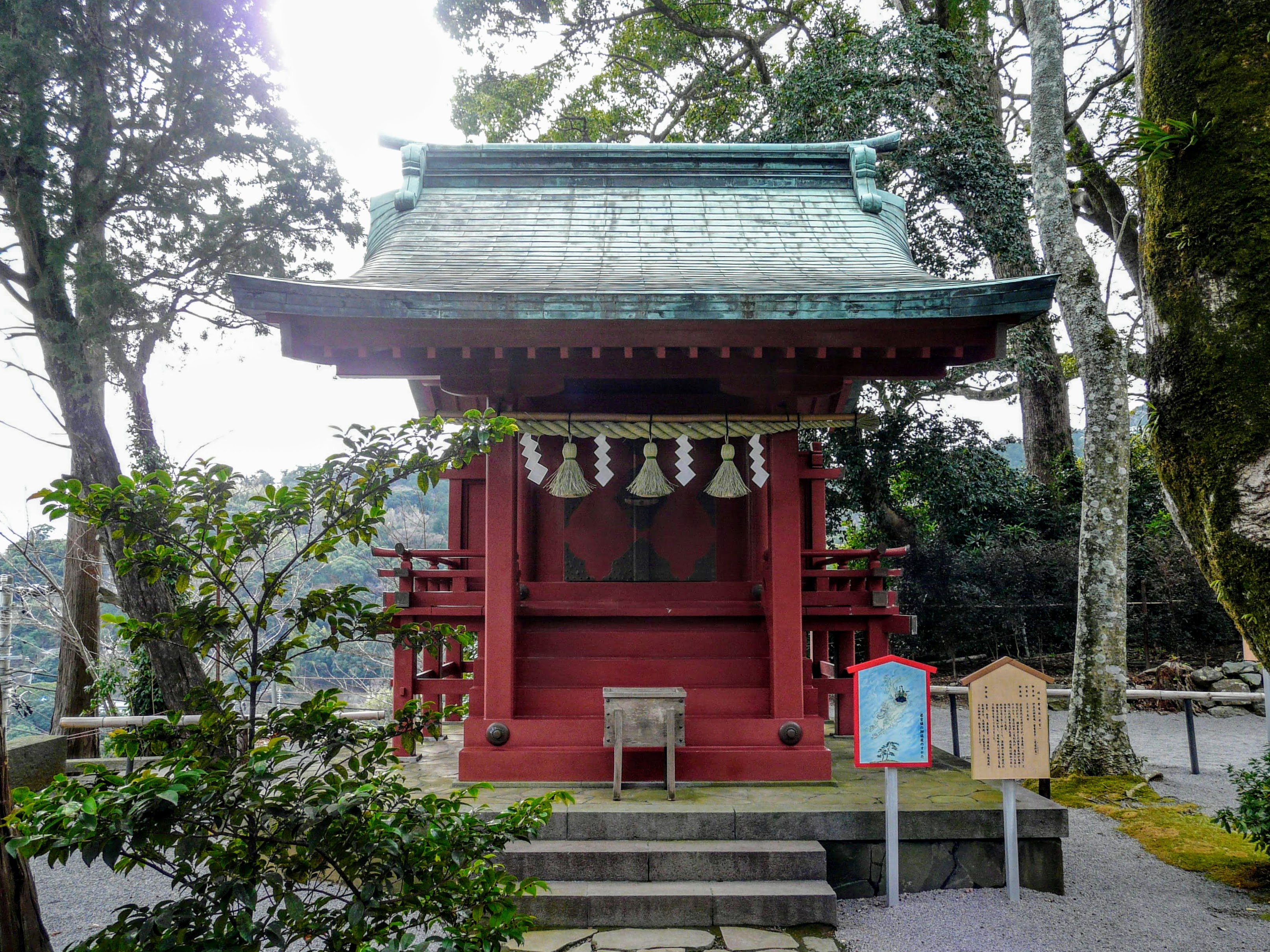
雷電神社
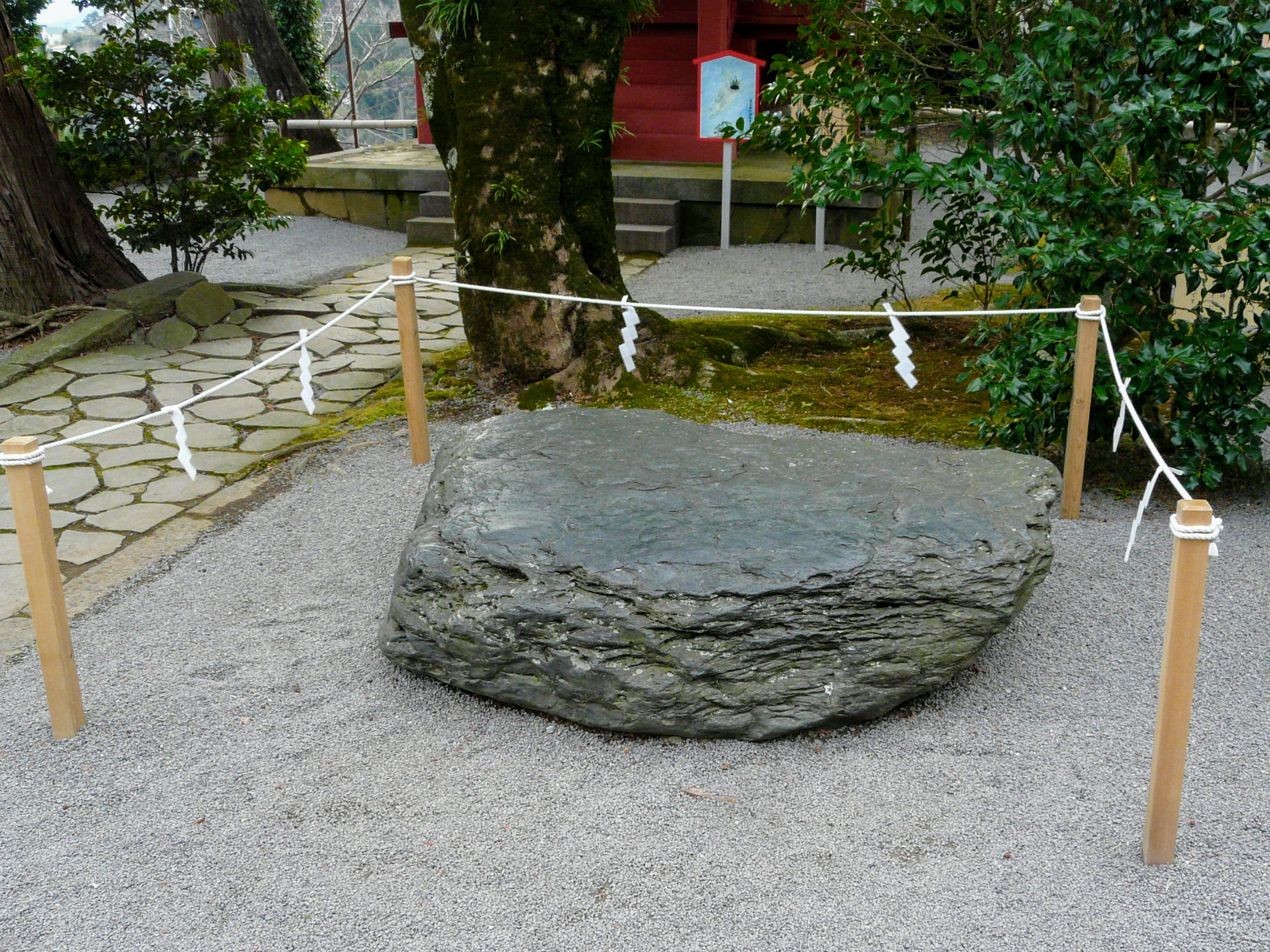
光石

## 境外社

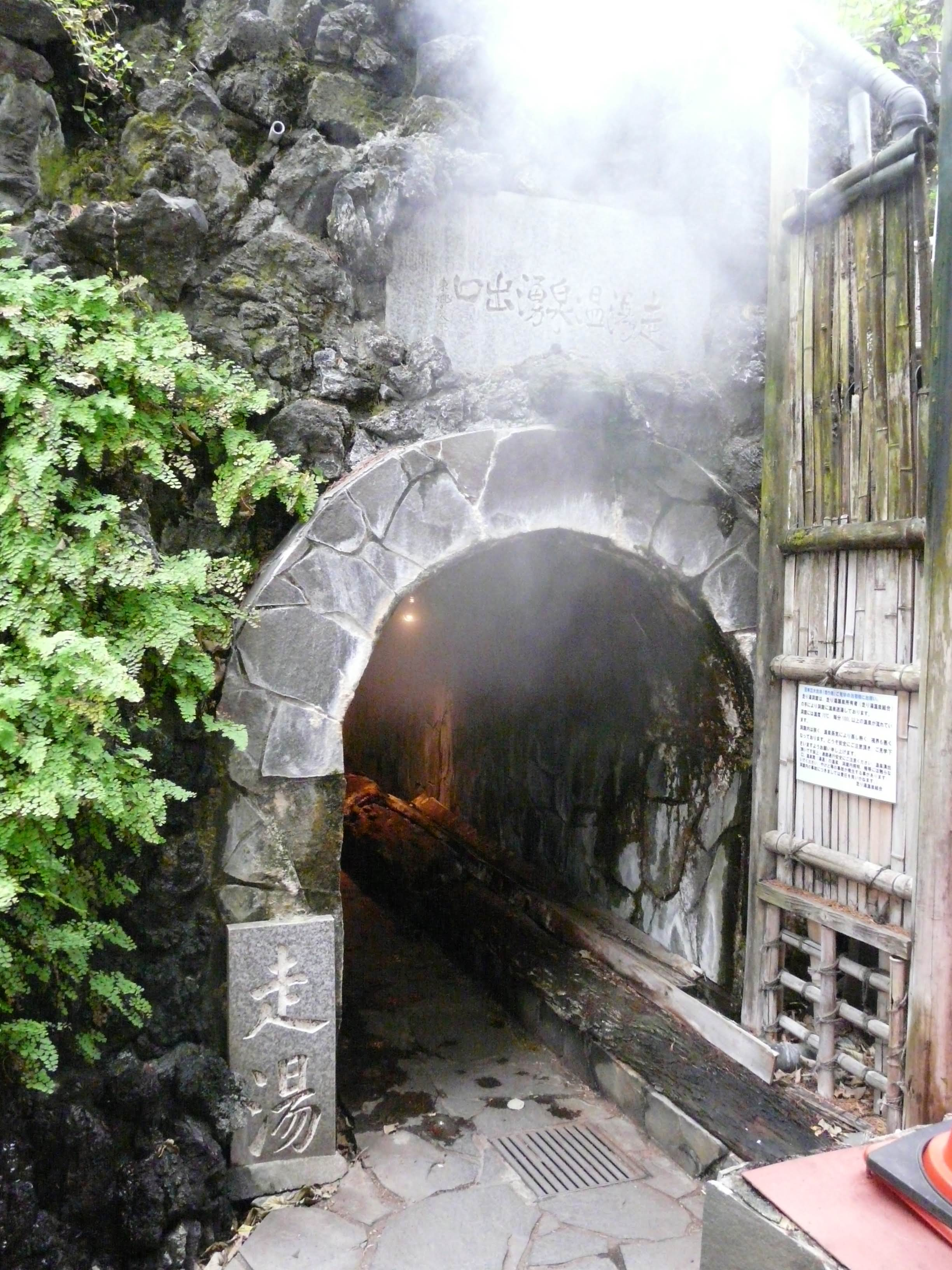
走り湯
横穴式源泉

- 走湯(そうとう/はしりゆ)神社 - 海辺の「走り湯」の脇にあり、走り湯の源泉を守護する神社。伊豆山神社（走湯神社）の分社。祭神は天忍穂耳尊、例祭日は5月14日[17]。
- 初木神社 - 初島にある神社。祭神は初木姫命、例祭は7月17日・18日[18]。

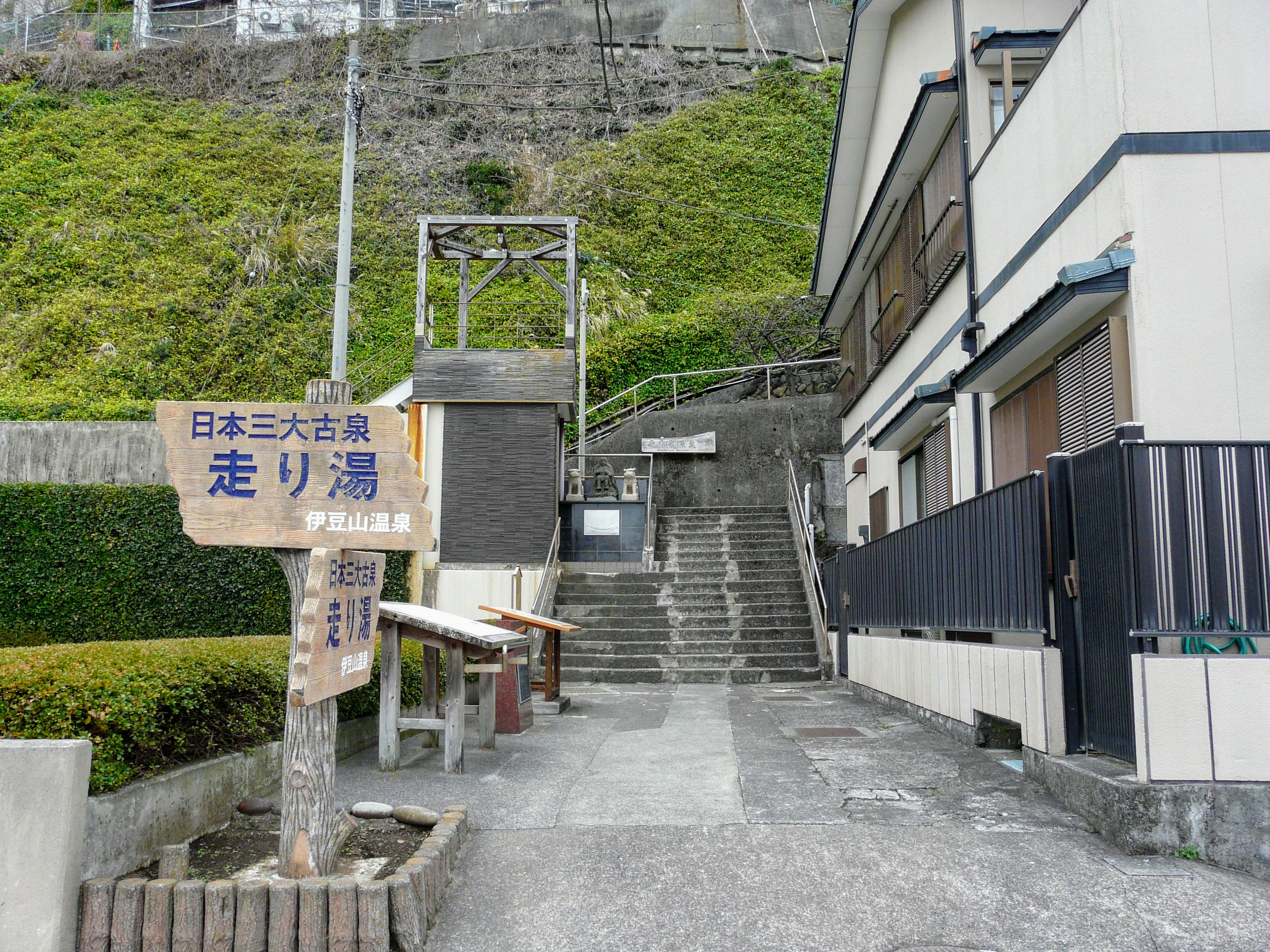
走り湯前から始まる参道石段
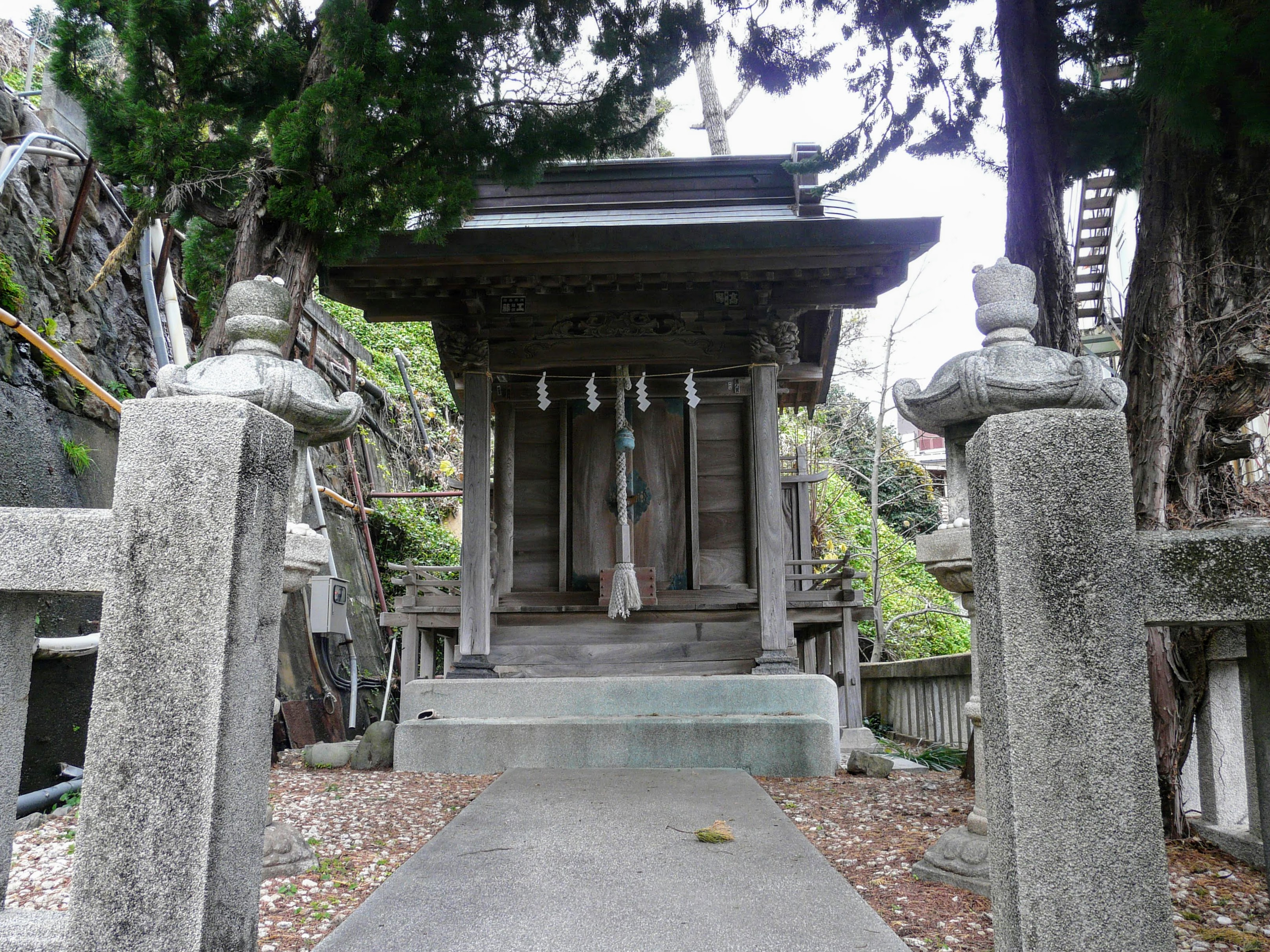
境外社 走湯神社

## 祭事
年間主要催事。
- 2月3日 - 節分祭
- 4月14日〜16日 - 例大祭（4月15日を中心に4月14日〜16日）
  - 4月14日 - 宵宮祭（20時〜）
  - 4月15日
    - 例大祭神事（10時〜） - 神女舞、実朝の舞
    - 神幸祭（13時〜） - 発輿祭、神幸行列
    - 下宮祭（14時〜） - 神女舞、実朝の舞

  - 4月16日
    - 　正殿祭（10時〜） - 神女舞、実朝の舞
- 11月第1日曜日 - 温泉感謝祭

## 文化財

### 重要文化財
彫刻
- 木造男神立像 - 指定年月日：1981年（昭和56）6月9日。

幞頭（ぼくとう）をかぶり袍を着用し杖を握って立つ男神像。像高2メートルを超える巨体を桂の一材から丸彫りし、国内の神像中最大の作例である。

工芸品
- 剣〈無銘〉 - 指定年月日：1970年（昭和45年）5月25日。

切刃造りで身幅の広い大振りの剣である。切刃造りの現存遺品は少なく、平安時代の作とみられ、極めて稀な優品である。

書跡・典籍
- 紺紙金泥般若心経 後奈良天皇宸翰（伊豆国） - 指定年月日：1927年（昭和2年）4月25日。

### 静岡県指定文化財
彫刻
- 銅造走湯権現立像 。

書跡
- 紺紙金銀字交書仏説無所 望経。

考古
- 伊豆山経塚遺物 一括。

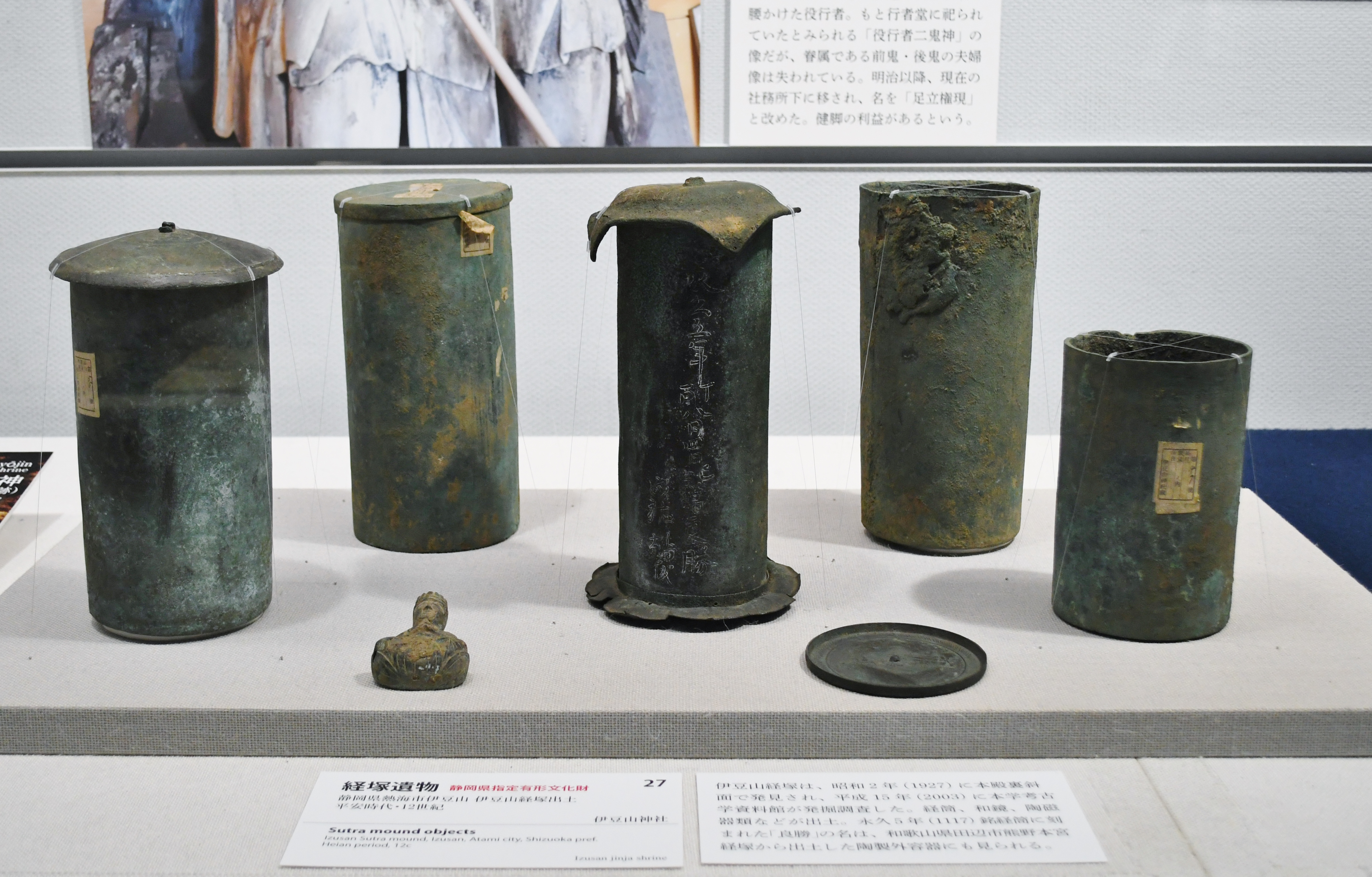
伊豆山経塚遺物
國學院大學博物館企画展示時に撮影。

  - 銅製経筒 9基 - 銘文「永久五年酉久八月四日丑巳僧良勝成祐橘氏」。
  - 土製経筒 4基
  - 銅製観音座像 1体
  - 銅製鏡 1面 - 銘文「人僧永祐承安二年十一月十一日藤原景行□□平氏相州下毛利」。

### 熱海市指定文化財
彫刻
- 木造狛犬 2躯。
- 木造男神・女神像 2躯。
- 木造役行者倚像。

## 交通
- JR熱海駅から東海バス・伊豆山神社行、又は七尾行。伊豆山神社前下車。石段170段を登ると境内。